# Эверитт, Ллойд
Ллойд Александер А. Эверитт (англ. Lloyd Alexander A. Everitt, род. 20 марта 1987) — валлийский актёр. В 2015 году в возрасте 27 лет он стал самым молодым актёром, сыгравшим Отелло в Шекспировском «Глобусе». Он был номинирован на премию National Television Awards в категории «Best Newcomer» за роль в медицинской драме BBC One «Катастрофа» (2016—2017).

## Ранняя жизнь
Ллойд родом из города Барри, округ Вейл-оф-Гламорган, Уэльс. Его мать ямайка Паулина, отец валлиец Гайдн. Ллойд учился в начальной школе Гладстона и школе для мальчиков Барри. Он окончил Уэльский королевский колледж музыки и актёрского мастерства в 2010 году.

## Карьера
Свою карьеру актёра Ллойд начал с научно-фантастического сериала 2006 года «Торчвуд», в котором сыграл роль Майки в 2 эпизодах. Также актёр снимался в различных короткометражных фильмах, играл в театре. В сериале «Катастрофа» Ллойд сыграл роль фельдшера Джеза Эндрюса, он появился в 59 эпизодах и за эту роль был номинирован на премию National Television Awards. В 2019 году сыграл главную роль Йестина в сериале «Tourist Trap». В 2022 году Ллойд сыграл роль Дэвида Машаба в сериале от BBC «Безмолвный свидетель». Также в этом же году он сыграл роль Гектора Холла в сериале от Netflix «Песочный человек».

## Фильмография
| Год     | Заголовок        | Роль      | Заметки                |
| ------- | ---------------- | --------- | ---------------------- |
| 2009 г. | 17               | Джон      | Короткометражный фильм |
| 2015    | Юлий             | Джей Джей | Короткометражный фильм |
| 2017    | Сахар            | Эллис     | Короткометражный фильм |
| 2021    | Давление         | Гарет     | Короткометражный фильм |
| 2022    | Жестокий человек | Брукс     |                        |
| 2022    | Boys Don’t Cry   | Ллойд     | Короткометражный фильм |

## Телевидение
| Год                 | Заголовок            | Роль                     | Заметки                     |
| ------------------- | -------------------- | ------------------------ | --------------------------- |
| 2006, 2008          | Торчвуд              | Майки                    | 2 серии                     |
| 2009 г.             | Сделано в Уэльсе     | Джеймс                   | Эпизод: «Ctrl-Alt-Delete»   |
| 2011                | Элис                 | Майк                     | 4 серии                     |
| 2012                | Ферма Эммердейл      | Эд Робертс               | 16 серий                    |
| 2014, 2016—2017 гг. | Холби Сити           | Ной Фарнум / Джез Эндрюс | 4 серии                     |
| 2015                | Новые трюки          | Мэтт Уайтчерч            | Эпизод: «The Curate’s Egg»  |
| 2016-2017 гг.       | Катастрофа           | Джез Эндрюс              | 59 серий                    |
| 2019                | Пиарщица             | Патрик Эндрюс            | 2 серии                     |
| 2019                | Tourist Trap         | Йестин                   | Главная роль; 2 сезон       |
| 2019                | Убийства в Мидсомере | Харпер Каплан            | Эпизод: «With Bated Breath» |
| 2020                | Смерть в раю         | Джош Хантер              | Эпизод: «Tour De Murder»    |
| 2020                | Bang                 | Марк                     | 2 серии                     |
| 2020                | Обманутая            | Ричард                   | Мини-сериал                 |
| 2022                | Безмолвный свидетель | Давид Машаба             | Главная роль; 25 сезон      |
| 2022                | Песочный человек     | Гектор Холл              | 3 серии                     |

## Награды и номинации
| Год  | Награда                    | Категория                 | Работа           |
| ---- | -------------------------- | ------------------------- | ---------------- |
| 2013 | WhatsOnStage Awards        | Best Ensemble Performance | Chariots of Fire |
| 2017 | National Television Awards | Best Newcomer             | Катастрофа       |